# Steven Biegler
Steven Biegler (ur. 22 marca 1959 w Mobridge) – amerykański duchowny katolicki, biskup Cheyenne od 2017.

## Życiorys
Święcenia kapłańskie otrzymał 9 lipca 1993 i został inkardynowany do diecezji Rapid City. Pracował głównie jako duszpasterz parafialny był także m.in. dyrektorem formacji duszpasterskiej w Papieskim Kolegium Północnoamerykańskim w Rzymie, kapelanem szkół diecezjalnych, tymczasowym administratorem diecezji oraz jej wikariuszem generalnym.
16 marca 2017 papież Franciszek mianował go ordynariuszem diecezji Cheyenne. Sakry udzielił mu 5 czerwca 2017 metropolita Denver - arcybiskup Samuel Aquila.